# 大口環根德公爵夫人兒童醫院
大口環根德公爵夫人兒童醫院（英語：The Duchess of Kent Children's Hospital at Sandy Bay，縮寫：DKCH），香港公營醫院，位於香港香港島南區沙灣大口環道12號，由醫院管理局管理，隸屬港島西醫院聯網。醫院以根德公爵夫人嘉芙蓮命名。
該院現專注於兒科服務：包括脊椎及脊骨變形、大腦癱瘓、肢長均等、骨骼及關節結核、腦神經系統問題等。
根德公爵夫人兒童醫院是香港及海外矯形外科及兒童腦神經科醫生的培訓醫院；專注治理脊骨變形手術，在世界上甚為著名。其「兒童康復研究中心」是醫院管理局轄下唯一推行兒童體智測研計劃的中心，並為兒童提供全面評估及康復服務。1996年7月，設立香港及東南亞首間「脊柱測研中心」，為病人提供全面的脊骨醫護、矯形及輔導、臨床研究、公共教育及脊骨治療服務。同時亦為十八歲以上的人士提供專科門診、治療、康復及住院服務。

## 歷史
兒童醫院成立於1955年，前身是由成立於1953年的一間志願機構香港弱能兒童護助會開辦。兒童護助會運用捐助的資源於1955年在大口環為患有脊柱彎曲病的兒童成立了一所療養院「兒童復康院」。兒童復康院逐步擴展，於1968年發展成大口環兒童醫院，專責照顧結核病、骨髓灰白質炎等症狀。1970年2月17日，根德公爵夫人嘉芙蓮探訪醫院。根德醫院的日常經營開支一直由兒童護助會負責，直至1991年醫院管理局接管本地所有醫院的管理。

## 組織架構
- 港島西醫院聯網總監
  - 李德麗 醫生
- 醫院行政總監：
  - 陳金海 醫生

醫院管治委員會
- 主席：
  - 蔡永忠 先生
- 委員：
  - 梁國權 先生
  - 鄧惠瓊 教授
  - 郭基煇 先生
  - 黃穎兒 醫生
  - 李淑儀 女士，GBS，JP
  - 薛日華 女士
  - 容韻儀 女士

## 紅十字會學校
根德公爵夫人兒童醫院紅十字會學校於1956年附設於根德公爵夫人兒童醫院，學校經費由教育局資助，並由香港紅十字會學校管理委員會管理。學校提供教育予患病、受傷或身心有缺陷的兒童，在其健康情況容許下的留院期間繼續接受教育。學生年齡由4至15歲，課程由預備班至中學三年級。

## 外部連結
- 大口環根德公爵夫人兒童醫院 （页面存档备份，存于）
  - 香港弱能兒童護助會 （页面存档备份，存于）